# Comuna de Łukowa
Łukowa (polaco: Gmina Łukowa) é uma gminy (comuna) na Polónia, na voivodia de Lublin e no condado de Biłgorajski. A sede do condado é a cidade de Łukowa.
De acordo com os censos de 2006, a comuna tem 4.506 habitantes, com uma densidade 30 hab/km².

## Área
Estende-se por uma área de 148,72 km², incluindo:
- área agricola: 47%
- área florestal: 45%

## Demografia
Dados de 30 de Junho 2004:
|                      | Total   | Total | Mulheres | Mulheres | Homens  | Homens |
| -------------------- | ------- | ----- | -------- | -------- | ------- | ------ |
|                      | pessoas | %     | pessoas  | %        | pessoas | %      |
| População            | 4581    | 100   | 2333     | 50,9     | 2248    | 49,1   |
| Densidade (pop./km²) | 30,8    | 100   | 15,7     | 15,7     | 15,1    | 15,1   |

De acordo com dados de 2002, o rendimento médio per capita ascendia a 1278,24 zł.

## Subdivisões
- Chmielek, Łukowa, Łukowa IV–Borowiec, Osuchy–Kozaki, Pisklaki, Podsośnina, Szostaki, Szarajówka.

## Comunas vizinhas
- Aleksandrów, Józefów, Księżpol, Obsza, Susiec, Tarnogród